# تپه مراد علی
تپه مراد علی مربوط به دوره اشکانیان - دوره ساسانیان است و در شهرستان کوهدشت، بخش طرهان، دهستان طرهان، ۶۰۰ متری جنوب غرب روستای کل سرخ واقع شده و این اثر در تاریخ ۲۶ اسفند ۱۳۸۷ با شمارهٔ ثبت ۲۶۱۷۴ به‌عنوان یکی از آثار ملی ایران به ثبت رسیده است.